# La valle chiusa
La valle chiusa è un film documentario francese del 2000, diretto dal regista Jean-Claude Rousseau.

## Trama
Prendendo spunto da un libro di geografia, il regista visita la Valchiusa, nelle vicinanze di Fontaine-de-Vaucluse in Provenza.
Si sofferma a lungo a filmare le immagini della cittadina, del fiume Sorga e della sua sorgente, di un edificio abbandonato, di un parco giochi, del bosco e delle colline, alla ricerca delle sensazioni che questi luoghi già in passato avevano dato al poeta Francesco Petrarca.
Una buona parte delle sequenze è completamente priva di suoni, basandosi esclusivamente sull'immagine.